# Inspetor Morse
O detetive inspetor-chefe Endeavour Morse, MJ, também conhecido como Inspetor Morse, é o personagem fictício homônimo da série de ficções investigativas do autor britânico Colin Dexter. Na televisão, ele aparece na série dramática de 33 episódios Inspector Morse (1987-2000), na qual John Thaw interpretou o personagem, bem como na série prequel Endeavour (2012-2023), interpretado por Shaun Evans. Em Inspector Morse, Morse é um oficial sênior do Departamento de Investigação Criminal da Polícia do Vale do Tâmisa, em Oxford, na Inglaterra, e, na série prequel, Morse é um jovem detetive policial que sobe na hierarquia da Polícia da Cidade de Oxford e, em temporadas posteriores, da Polícia do Vale do Tâmisa.
Morse apresenta, para alguns, uma personalidade razoavelmente simpática, apesar de seu temperamento rabugento e esnobe, com um Jaguar Mark 2 clássico (um Lancia nos primeiros romances), sede de cerveja inglesa e amor pela música clássica (especialmente ópera e Wagner), poesia, arte e palavras cruzadas. Em sua carreira posterior, ele geralmente é auxiliado pelo Sargento Robbie Lewis. A parceria e a amizade formal de Morse com Lewis são fundamentais para a série.

## Biografia

### Família
O pai de Morse era motorista de táxi, e Morse gosta de explicar a origem de sua renda privada adicional dizendo que ele "costumava dirigir o Agacão". No episódio da adaptação para a televisão "Cherubim and Seraphim", é revelado que os pais de Morse se divorciaram quando ele tinha 12 anos. Ele ficou com a mãe até a morte dela, três anos depois, quando teve que voltar para o pai. Morse tinha um relacionamento terrível com sua madrasta Gwen. Ele afirma que só lia poesias para irritá-la e que a intimidação dela quase o levou ao suicídio. Ele tem uma meia-irmã chamada Joyce, com quem se dá melhor. Morse ficou arrasado quando a filha de Joyce, Marilyn, tirou a própria vida.
Morse prefere usar apenas seu sobrenome e geralmente é evasivo quando perguntado sobre seu primeiro nome, às vezes brincando que é "Inspetor". Em The Dead of Jericho e The Wench Is Dead, nota-se que sua inicial é E. No final de Death Is Now My Neighbour, seu nome é revelado como Endeavour. No episódio da série de TV baseado no livro, ele dá a pista enigmática "O esforço de toda a minha vida girou em torno de Eve, nove letras". Na série, observa-se que a relutância de Morse em usar seu nome de batismo fez com que ele recebesse o apelido de Pagan enquanto estudava na Stamford School (que Colin Dexter, o autor dos romances de Morse, frequentou). Nos romances, o primeiro nome de Morse veio do navio HMS Endeavour; sua mãe era membro da Sociedade Religiosa de Amigos (Quakers), que tem uma tradição de "nomes de virtude", e seu pai admirava o capitão James Cook.
Dexter era fã de palavras cruzadas e deu o nome de Morse em homenagem a Jeremy Morse, um dos arquirrivais de Dexter na escrita de palavras cruzadas. Dexter costumava caminhar ao longo da margem do Rio Tâmisa em Oxford, em frente à casa de barcos pertencente ao 22º Grupo Escoteiro do Mar de Oxford; o prédio se chama T.S. Endeavour.

### Educação
Embora os detalhes sobre a educação de Morse sejam deliberadamente mantidos vagos, há indícios de que ele ganhou uma bolsa de estudos para estudar no St John's College, em Oxford. Ele perdeu a bolsa de estudos devido ao mau desempenho acadêmico decorrente de um caso de amor fracassado, que é mencionado no segundo episódio da terceira temporada, "The Last Enemy", e contado em detalhes no romance The Riddle of the Third Mile, Capítulo 7. Outros detalhes são revelados aos poucos na série prequel. Ele sempre reflete sobre estudiosos renomados como A. E. Housman que, como ele, não conseguiu obter um diploma acadêmico em Oxford.

### Carreira
Depois da universidade, ele entrou para o exército para o Serviço Nacional. Isso incluiu servir na Alemanha Ocidental com a Royal Corps of Signals como escrivão de cifras. Ao sair do exército, entrou para a polícia em Carshall-Newtown, antes de ser transferido para Oxford para a Polícia da Cidade de Oxford. Ele recebeu a Medalha de Jorge no último episódio da quarta temporada de Endeavour. Apesar de ter sido designado para um cargo uniformizado na sexta temporada e ter suas opiniões e observações desconsideradas pelo Departamento de Investigação Criminal, ele não usa sua fita referente à Medalha de Jorge, deixando o peito do uniforme descoberto.

### Hábitos e personalidade
Morse é ostensivamente a personificação do inglês de classe média, com um conjunto de preconceitos e suposições correspondentes, embora sua origem, sendo filho de um motorista de táxi, possa ser considerada de classe trabalhadora. Como resultado, ele pode ser considerado um exemplo do detetive cavalheiro, um elemento básico da ficção investigativa britânica. Isso contrasta fortemente com o estilo de vida da classe trabalhadora de seu assistente Lewis (nomeado em homenagem a outra escritora de pistas rival, a Sra. B. Lewis); nos romances, Lewis é galês, mas na série de TV isso é alterado para uma origem em Tyneside, apropriadamente para o ator Kevin Whately. Morse está na casa dos quarenta anos no início dos livros (Service of all the Dead, Capítulo Seis: "... ainda solteiro, com quarenta e sete anos de idade..."), e Lewis é um pouco mais jovem (por exemplo, The Secret of Annexe 3, Capítulo Vinte e Seis: "um homem um pouco mais jovem - outro policial, e também à paisana"). John Thaw tinha 45 anos no início das filmagens da série de TV e Kevin Whately tinha 36.
As relações de Morse com as autoridades, os bastiões do poder e o status quo são marcadamente ambíguas, assim como algumas de suas relações com as mulheres. Ele é frequentemente retratado como paternalista em relação às personagens femininas e, certa vez, estereotipou o sexo feminino como não sendo naturalmente propenso ao crime, sendo carinhoso e não violento, mas também costuma ter empatia pelas mulheres. Ele não tem vergonha de demonstrar seu gosto por mulheres atraentes e frequentemente namora as que estão envolvidas nos casos. De fato, uma mulher por quem ele se apaixona às vezes acaba sendo a culpada.
Morse é altamente inteligente. Ele adora palavras cruzadas e não gosta de erros gramaticais e de ortografia; em todo documento pessoal ou particular que recebe, ele consegue apontar pelo menos um erro. Ele afirma que sua abordagem para a solução de crimes é dedutiva, e um de seus princípios fundamentais é que "há 50% de chance de que a pessoa que encontra o corpo seja o assassino". Morse usa sua imensa intuição e sua fantástica memória para capturar o criminoso.
Entre os gostos conservadores de Morse estão o fato de ele gostar de beber cerveja e uísque e, nos primeiros romances, dirigir um Lancia. Nas produções para televisão e rádio (e nas reimpressões dos romances), esse carro é alterado para um Jaguar Mark 2 clássico adequadamente britânico. Sua música favorita é a ópera, que é reproduzida nas trilhas sonoras da série de televisão, juntamente com a música original de Barrington Pheloung.
Suas últimas palavras, ditas a Jim Strange, são "Agradeça a Lewis por mim".
Morse é retratado como ateu. No entanto, em algumas cenas, ele considera a possibilidade da existência de Deus e/ou cita a Bíblia de memória, concordando com as frases, como faz com falas de vários livros/textos literários.

## Romances
Os romances da série são:
- Last Bus to Woodstock (1975)
- Last Seen Wearing (1976)
- The Silent World of Nicholas Quinn (1977)
- Service of All the Dead (1979)
- The Dead of Jericho (1981)
- The Riddle of the Third Mile (1983)
- The Secret of Annexe 3 (1986)
- The Wench is Dead (1989)
- The Jewel That Was Ours (1991)
- The Way Through the Woods (1992)
- The Daughters of Cain (1994)
- Death Is Now My Neighbour (1996)
- The Remorseful Day (1999)

O Inspetor Morse também aparece em várias histórias na coletânea de contos de Dexter, Morse's Greatest Mystery and Other Stories (1993, edição ampliada em 1994).

## Em outras mídias

### Televisão

#### Inspector Morse(1987–2000)
Os romances do Inspetor Morse foram transformados em uma série de TV (chamada de Inspetor Morse) para a rede de TV comercial britânica ITV. A série foi feita pela Zenith Productions para a ITV Central (empresa posteriormente adquirida pela Carlton Television) e compreende 33 episódios de duas horas (100 minutos, excluindo os comerciais) - 20 episódios a mais do que o número de romances - produzidos entre 6 de janeiro de 1987 e 15 de novembro de 2000. O último episódio foi adaptado do romance final The Remorseful Day, no qual Morse morre de ataque cardíaco no final.

#### Lewis(2006–2015)
Uma série spin-off, igualmente composta por 33 episódios de duas horas e baseada na versão televisiva do Sargento Robbie Lewis, foi intitulada Lewis; foi ao ar pela primeira vez em 29 de janeiro de 2006 e a última vez em 10 de novembro de 2015. O spin-off contou com os seguintes membros do elenco: Kevin Whately como Robbie Lewis, Laurence Fox como James Hathaway, Clare Holman como Dra. Laura Hobson e Rebecca Front como Jean Innocent.

#### Endeavour(2012–2023)
Em agosto de 2011, a ITV anunciou planos para filmar um drama prequel chamado Endeavour, com a participação do autor Colin Dexter. O ator inglês Shaun Evans foi escalado como um jovem Morse em seu início de carreira. O episódio piloto foi transmitido em 2 de janeiro de 2012 na ITV. A série foi feita pela Mammoth Screen. Quatro novos episódios foram transmitidos a partir de 14 de abril de 2013, mostrando os primeiros casos de Morse trabalhando para o inspetor Fred Thursday (Roger Allam), com Jim Strange (Sean Rigby) e o patologista Max De Bryn (James Bradshaw), além do superintendente-chefe Reginald Bright (Anton Lesser), do suboficial Peter Jakes (Jack Laskey), da policial Shirley Trewlove (Dakota Blue Richards), do policial George Fancy (Lewis Peek), do inspetor Ronnie Box (Simon Harrison) e do suboficial Alan Jago (Richard Riddell). Além do departamento de polícia, a série também consistia nos membros da família de Fred Thursday: Win Thursday (Caroline O'Neill), Sam Thursday (Jack Bannon), Joan Thursday (Sara Vickers) e a editora do jornal Dorothea Frazil (Abigail Thaw). Seguiu-se uma segunda temporada de quatro episódios, exibida entre 30 de março de 2014 e 20 de abril de 2014. Em 3 de janeiro de 2016, foi ao ar a terceira temporada, também com quatro episódios. Uma quarta temporada foi ao ar, mais uma vez com quatro episódios, em 8 de janeiro de 2017. As filmagens de uma quinta temporada de seis episódios começaram no início de 2017 e o primeiro episódio foi ao ar em 4 de fevereiro de 2018. Em 10 de fevereiro de 2019, foi ao ar a sexta temporada, composta por quatro episódios de 1 hora e 30 minutos. Uma sétima temporada de três episódios foi filmada no final de 2019 e foi ao ar em 9 de fevereiro de 2020 e, em agosto de 2019, a ITV anunciou que a série havia sido encomendada para uma oitava temporada, exibida em 12 de setembro de 2021, também com três episódios. Morse foi eleito o número dois na lista dos 25 melhores na Britain's Favourite Detective da ITV, transmitida pela primeira vez em 30 de agosto de 2020.
Em 23 de maio de 2022, um dia após o início das filmagens da nona temporada, a ITV anunciou que Endeavour encerraria a produção após uma década no ar, na conclusão da nona temporada, elevando o número total de episódios para 36. A nona e última temporada incluiu os três últimos episódios, que foram ao ar de 26 de fevereiro de 2023 a 12 de março de 2023.

### Rádio
Uma adaptação de Melville Jones de Last Bus to Woodstock foi apresentada na série Saturday Night Theatre da BBC Radio 4 em junho de 1985, com Andrew Burt como Morse e Christopher Douglas como Lewis.
Na década de 1990, uma série ocasional da BBC Radio 4 (para The Saturday Play) foi criada, estrelando as vozes de John Shrapnel como Morse e Robert Glenister como Lewis. A série foi escrita por Guy Meredith e dirigida por Ned Chaillet. Os episódios incluíam: The Wench is Dead (23 de março de 1992); Last Seen Wearing (28 de maio de 1994); e The Silent World of Nicholas Quinn (10 de fevereiro de 1996).
Em 2018, Alma Cullen escreveu um drama original intitulado Morse: In The Shallows, com Neil Pearson como Morse e Lee Ingleby como Lewis.

### Teatro
Uma peça teatral do Inspetor Morse foi apresentada em 2010, escrita por Alma Cullen (autora de quatro roteiros de Morse para a ITV). O papel de Morse foi interpretado por Colin Baker. A peça, intitulada Morse-House of Ghosts, mostrava Morse olhando para seu passado, quando um velho conhecido se torna o principal suspeito em um caso de assassinato que envolve a morte de uma jovem atriz. A peça ganhou uma turnê pelo Reino Unido de agosto a dezembro de 2010. Foi transmitida pela BBC Radio 4 em 25 de março de 2017, com Neil Pearson interpretando Morse e Lee Ingleby interpretando Lewis.